# Фієссо-д'Артіко
Фієссо-д'Артіко (італ. Fiesso d'Artico, вен. Fièso d'Artico) — муніципалітет в Італії, у регіоні Венето, метрополійне місто Венеція.

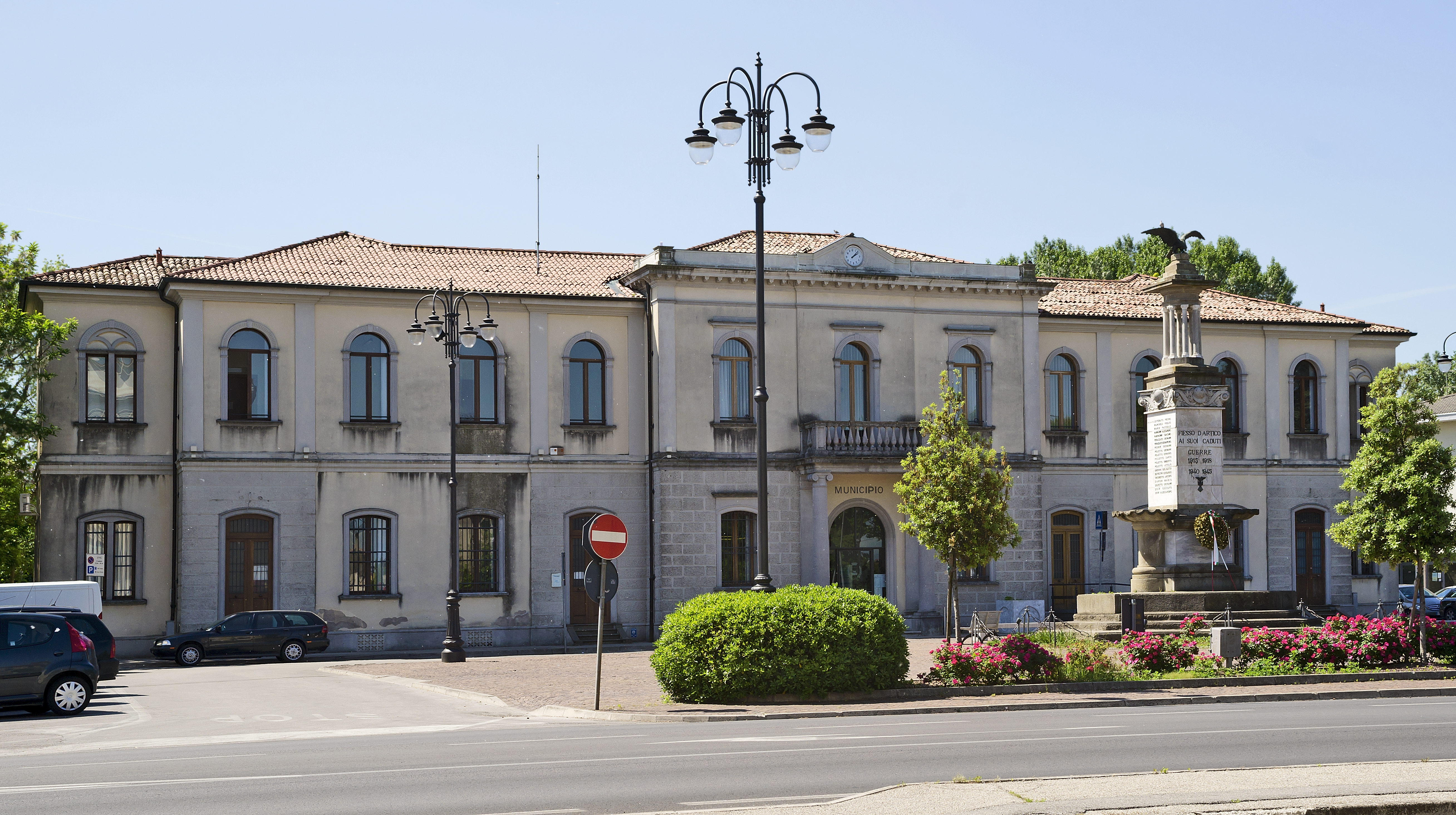
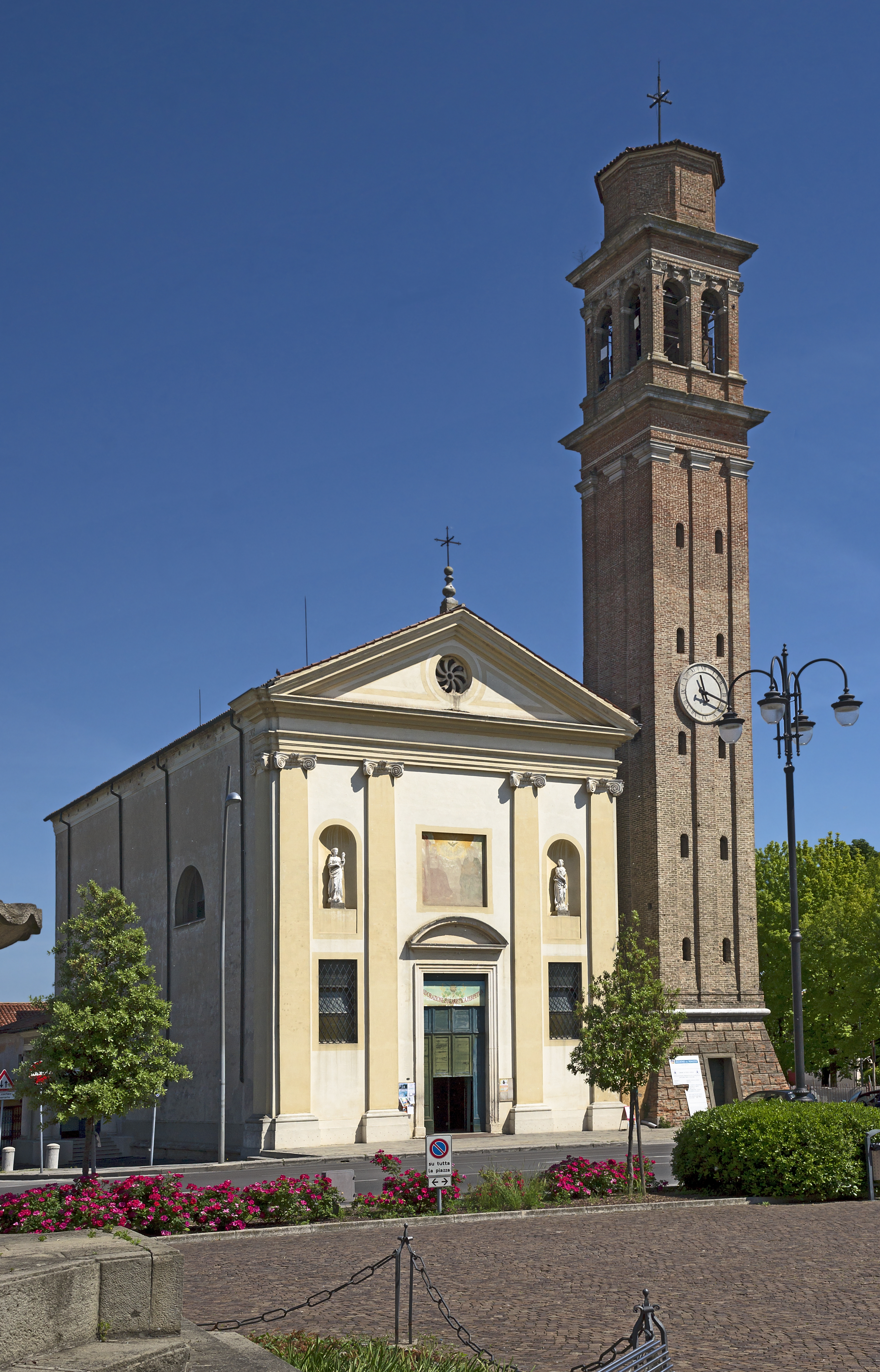

Фієссо-д'Артіко розташоване на відстані близько 400 км на північ від Рима, 24 км на захід від Венеції.
Населення — 8075 осіб (2014).
Щорічний фестиваль відбувається 4 листопада. Покровитель — San Carlo Borromeo.

## Демографія
Населення за роками:

Станом на 1 січня 2023 року в муніципалітеті офіційно проживало 965 іноземців з 53 країн, серед них 289 громадян країн Євросоюзу та 15 громадян України.

## Сусідні муніципалітети
- Доло
- П'яніга
- Стра
- Вігонца